# The Quarterback (film 1940)
The Quarterback è un film del 1940 diretto da H. Bruce Humberstone.
Il film, prodotto dalla Paramount, venne venduto alla Universal nel 1958 per essere trasmesso in televisione.